# Synagoga Chłodna w Mińsku
Synagoga Chłodna w Mińsku zwana również Wielką (biał. Сінагога Халодная, Synagoga Chałodnaja, ros. Синагога Холодная, Sinagoga Chołodnaja, Большая синагога в Минске, Bolszaja sinagoga w Minskie) – jedna z najstarszych bóżnic znajdujących się do lat sześćdziesiątych XX stulecia na terenie Mińska przy ul. Szkolnej.

## Historia
Według źródeł historycznych wzniesiono ją w 1570. Znajdowała się na trasie pomiędzy Niemigą a pl. Soborowym na ulicy Szkolnej. Według innej wersji miała wcześniej służyć jako kaplica prawosławnego klasztoru żeńskiego (pietropawłowskiego), a na bóżnicę być przebudowana dopiero w 1796, jednak jej architektoniczny wygląd wskazuje bardziej na wiek XVI lub XVII jako okres powstania.
Aż do rewolucji październikowej przy ul. Szkolnej mieścił się cały kompleks synagog (łącznie było ich 16) nazywany przez mińszczan synagogalnym dworem.
Chłodna bóżnica służyła społeczności żydowskiej do początków lat trzydziestych XX wieku kiedy została zamknięta decyzją władz BSRR. Na krótko otworzono ją po II wojnie światowej, jednak szybko znów zamknięto. Została zniszczona w 1965 w związku z budową w okolicy wieżowca Biełpromprojekta. Obecnie na miejscu bóżnicy jest budowany parking samochodowy.
Oto jak opisuje niegdysiejszą chłodną synagogę (zwaną przez niego Wielką) Aron Skir w swojej książce o Żydach na Białorusi z 1995:
Najbardziej uczęszczanym miejscem, gdzie zawsze można było poczuć rytm żydowskiego Mińska, była Wielka Synagoga (znajdująca się w synagogalnym dworze na rogu Niemigi i ulicy Szkolnej, gdzie było 16 bóżnic). Codziennie między minchą a mariwem (popołudniową i wieczorną modlitwą) w Wielkiej Synagodze słychać było gwar. Z lewej strony przy dwóch wielkich stołach siedzieli wykształceni żydzi, którzy codziennie przychodzili słuchać rabina, objaśniającego skomplikowane fragmenty Talmudu. Z prawej strony synagogi koło stołów siedzieli słuchacze cotygodniowego rozdziału Tory. Za bimą (...) – liczne grupy sprzedawców i nabywców książek, słuchacze jesziw, rzemieślnicy, stolarze rozmawiający półgłosem o zdarzeniach na świecie i swych codziennych sprawach. Wtem nagle synagogalny służka wspiął się na bimę i uderzeniem ręki o skórzaną poduszkę oznajmił rozpoczęcie wieczornej modlitwy. Natychmiast urwał się gwar, słychać było jedynie głos prowadzącego modły.